# ブリアン・オカンポ
- ブライアン・オカンポ

ブリアン・アレクシス・オカンポ・フェレイラ（Brian Alexis Ocampo Ferreira, 1999年6月25日 - ）は、ウルグアイ・フロリダ県フロリダ出身のサッカー選手。カディスCF所属。ポジションはFW。

## クラブ経歴
2018年にナシオナルのトップチームに昇格。7月23日のモンテビデオ・シティ・トルケ戦でプロデビュー。2019年シーズンに入り出場機会が増え、3月2日のラシン・クルブ・デ・モンテビデオ戦ではプロ初ゴールを記録。同年シーズンは20試合3ゴールを記録し、リーグ優勝に貢献。翌2020年シーズンもリーグ優勝を果たした。
2022年8月28日、カディスCFに移籍した。

## 代表経歴
2021年6月に2022 FIFAワールドカップ・南米予選にウルグアイ代表に初招集。続くコパ・アメリカ2021の代表にも選出され、同月18日のグループリーグ戦のアルゼンチン戦で代表デビューを果たした。
2024年6月8日、コパ・アメリカ2024に出場するウルグアイ代表メンバーに選出された。